# Equivalente (impuesto)
El equivalente o «general contribución» fue un impuesto instituido en 1715 por Felipe V de España para el antiguo Reino de Valencia en aplicación del Decreto de Nueva Planta de 1707 —en plena Guerra de Sucesión Española— tras haber fracasado el intento de introducir los impuestos castellanos de la alcabala, cientos, tercias reales y millones. Con este impuesto, de cuyo cobro se encargaba el intendente, se hacía realidad la antigua aspiración de la Monarquía de hacer tributar al Reino de Valencia, como al resto de los estados de la Corona de Aragón, al mismo nivel que contribuía la Corona de Castilla. Precisamente se le llamó equivalente porque "equivalía", en proporción a su población, al valor de las rentas provinciales —impuestos sobre el consumo, del que la alcabala era el más importante— que se pagaban en Castilla. Se convirtió en el impuesto principal —aportaba cerca del 60% de los ingresos—, aunque no era el único tributo que se pagaba —estaban los derechos de aduanas, que en Castilla se llamaban rentas generales, o los monopolios, que en Castilla se llamaban rentas estancadas—. A la introducción del equivalente algunos historiadores la han llamado "Nueva Planta" fiscal. 

## Historia
En la Guerra de Sucesión Española el Reino de Valencia, como el resto de los estados de la Corona de Aragón, apoyó mayoritariamente al Archiduque Carlos, mientras la Corona de Castilla se mantuvo fiel a Felipe de Borbón. Tras la derrota del ejército del Archiduque en la batalla de Almansa el 25 de abril de 1707, los reinos de Valencia y de Aragón fueron ocupados rápidamente por las tropas borbónicas, y dos meses después Felipe V promulgaba el Decreto de Nueva Planta por el que abolía las leyes e instituciones propias de esos reinos que serían sustituidas por las «leyes de Castilla, tan loables y plausibles en todo el universo». A continuación se pusieron en marcha las nuevas instituciones castellanas que suplantarían a las históricas instituciones del Reino de Valencia y a las del reino de Aragón.
Las nuevas autoridades borbónicas dieron prioridad a la reforma de la Hacienda para modernizar el sistema impositivo y, sobre todo, para obtener una mayor contribución de los dos reinos a los gastos de la Monarquía, que en la Corte de Madrid y en la Corona de Castilla en general se pensaba que eran en la práctica unas provincias "exentas" —lo que estaba lejos de ser cierto—. En cuanto se produjo la ocupación del reino los comisarios militares se hicieron cargo de las haciendas municipales y de la hacienda real, hasta que en 1709 el rey creó una Superintendencia General de las Rentas Reales, una institución de nuevo cuño que ni siquiera existía en Castilla. La finalidad de este organismo era introducir en Valencia el modelo de fiscalidad castellano (alcabalas, cientos, tercias reales, y millones, entre otros), manteniendo al mismo tiempo el sistema tributario establecido en los Furs, a pesar de que estos había sido abolidos por el Decreto de Nueva Planta.
Sin embargo, este sistema impositivo "mixto" acabó fracasando debido a la complejidad del sistema castellano unido al desconocimiento que tenían los nuevos funcionarios del no menos complejo sistema impositivo foral. Una solución de urgencia fue crear en 1711 el cargo de intendente, a imitación del modelo francés —figura que no existía en Castilla— para que se ocupara de las necesidades financieras del ejército, que era lo más urgente. Enseguida el intendente se convirtió en la máxima autoridad fiscal y financiera, absorbiendo en 1713 la Superintendencia General de Rentas.
En 1715 el intendente Rodrigo Caballero encontró la alternativa al fracasado sistema fiscal anterior poniendo en marcha el nuevo impuesto del equivalente que sustituía a todos los anteriores tanto «forales» como castellanos. El equivalente era una contribución única que sería "equivalente" —de ahí su nombre—, en proporción a la población del Reino de Valencia, a lo que se ingresaba en Castilla por las rentas provinciales. Una vez el rey fijaba la cantidad que tendría que pagar el reino el intendente se encargaba de repartirla entre los corregimientos, y los corregidores a su vez asignaban la cuota que le correspondía pagar a cada municipio, en función de su población y de su riqueza. Finalmente los alcaldes mayores —y los propios corregidores en las ciudades cabeza de corregimiento, cargo que en la ciudad de Valencia lo detenta el intendente— repartían la carga fiscal entre los vecinos atendiendo a su patrimonio y a sus rentas: como decía el decreto «haciendas, rentas, industrias y utilidades de cada vezino, tratos, comercio y grangerías que tuviere, ventas que hiziere y consumos que causaren».
En principio, pues, el equivalente era un impuesto directo, pero se admitía que cada municipio estableciera su propio sistema de recaudación siempre que entregara la cantidad que se le había asignado. Así las ciudades de Valencia y de Alicante, en lugar de elaborar un catastro para conocer la riqueza de cada vecino y en función de ella fijar el impuesto, optaron por recaudar su cuota mediante impuestos indirectos —inspirado en la talla francesa y en algunas formas de recaudación de los impuestos en la "época foral"—: el derecho de puertas que grababa en un 8% las mercancías que entraban en la ciudad, excepto el trigo y el pan, que estaban exentos, y la seda que solo pagaba un 4%.
Con el equivalente se simplificó notablemente el sistema impositivo —en 1725 ya representaba cerca del 60% de los impuestos recaudados en todo el reino— y, sobre todo, se aumentaron sustancialmente los ingresos de la Corona. La cantidad que se fijó inicialmente para todo el territorio fue de 600.000 libras, y como solo se aumentó en una pequeña proporción a lo largo del siglo XVIII, la presión fiscal del equivalente fue disminuyendo a medida que los precios fueron aumentando. Como ha señalado el historiador Antoni Furió, el "equivalente no dejó de devaluarse a lo largo de la centuria, de manera que si a principios del Setecientos el país pagaba en conjunto unos 7.772.800 reales castellanos, el año 1800 el importe global sólo había aumentado a 8.693.722, cuando, en el mismo periodo, los precios se habían más que duplicado".
Sin embargo, el equivalente supuso un cambio radical sobre el sistema de impuestos anterior, ya que ahora era "la Corona quien los recibía y será la Corona quien decida en qué y dónde han de gastarse los dineros, mientras que durante la Monarquía de los Austrias revertían en sus propias tierras, para cubrir sus necesidades".

## La extensión del equivalente al resto de la antigua Corona de Aragón (y fracaso en Castilla)
El éxito del equivalente en el antiguo Reino de Valencia hizo que se aplicara al resto de los estados de la Corona de Aragón, tras la promulgación de sus respectivos Decretos de Nueva Planta que pusieron fin a sus leyes e instituciones propias, aunque en cada territorio recibió un nombre diferente: «única contribución» en Aragón, «catastro» o «real catastro» en Cataluña y «talla» en Mallorca. Sin embargo, hay historiadores que afirman que el primer ensayo de contribución única no tuvo lugar en Valencia sino en el Reino de Aragón donde se creó antes del equivalente la «única contribución» que luego aplicaría al resto de "provincias" de la abolida Corona de Aragón con sus denominaciones respectivas.
Precisamente debido a la simplicidad del impuesto y a que era mucho más justo en su reparto que las rentas provinciales, durante el reinado de Fernando VI se intentó introducir en la Corona de Castilla con el nombre de «única contribución» y para conocer la riqueza que iba a gravar se realizó el llamado Catastro de Ensenada, pero el proyecto no llegó a buen término.